# North Ryde, New South Wales
North Ryde este o suburbie în Sydney, Australia.